# Castellalto (Telve)
Il Castellalto è un castello del XII secolo di Telve (provincia di Trento), in Valsugana che sorge a 818 m s.l.m. sopra l'abitato.

## Storia
Fu fondato nel XII secolo dai signori di Telve, feudatari dei vescovi di Feltre, in una posizione più strategica ed elevata rispetto al loro castello di origine, castel Arnana, di cui oggi rimangono solo poche tracce in località Castelletto. I signori di Telve possedevano anche il castel San Pietro vicino a Torcegno: da ognuno di questi tre castelli un ramo diverso della famiglia governava alternativamente la giurisdizione.
Con il tempo i tre rami della famiglia si estinsero e i castelli passarono ad altri proprietari. L'ultimo dei Telve fu Francesco Castellalto, colonnello imperiale. Dopo la sua morte avvenuta nel 1555, il Castellalto passò ai Trautmannsdorf che lo vendettero nel 1635 a Claudia de' Medici, arciduchessa d'Austria e contessa del Tirolo. Nel 1652 il castello venne dato in pegno ai fratelli Zambelli di Bassano. In seguito nel 1674 passò ai Buffa che furono elevati al rango nobiliare di baroni e condividevano l'amministrazione della giurisdizione con i conti Giovannelli di Castel Telvana.
Durante il periodo napoleonico, la giurisdizione del Castellalto fu soppressa per passare a Borgo, ma venne ricostituita dopo la Restaurazione. Nel 1825 la giurisdizione fu definitivamente cancellata.
Il castello fu abbandonato e cadde ben presto in rovina diventando anche una cava di pietre. Durante la prima guerra mondiale fu bombardato e pesantemente danneggiato.
Oggi del castello rimangono solo delle rovine, anche se il comune di Telve ha intrapreso da tempo un progetto di conservazione per fermarne il degrado.
Le rovine del castello sono visitabili e raggiungibili con un sentiero che parte dal paese di Telve.